# 約克公爵安德魯王子
約克公爵安德魯王子（英語：Prince Andrew, Duke of York；1960年2月19日—），全名為安德魯·艾伯特·克里斯蒂安·愛德華（英語：Andrew Albert Christian Edward），是英國王室成員。他是伊利沙伯二世與愛丁堡公爵菲臘親王的第三個孩子和第二個兒子，也是查理斯三世的弟弟。安德魯出生時在英國王位繼承順序中排名第二，現排名第八，是繼承順位中首位非現任君主直系後裔的成員。
安德魯曾在皇家海軍服役，擔任直升機飛行員、教官以及軍艦艦長。在福克蘭戰爭期間，他執行了多項任務，包括反水面作戰、傷員撤離以及充當飛魚導彈誘餌。1986年，他與莎拉·弗格森結婚並獲封約克公爵。兩人育有兩女：碧翠絲公主和尤金妮公主。兩人在1992年分居，並於1996年離婚，因此受到媒體廣泛關注。作為約克公爵，安德魯曾代表母親履行官方職責。他擔任英國國際貿易與投資特別代表長達10年，直至2011年7月。
2014年，弗吉尼亞·朱弗雷指控17歲時被定罪的性犯罪者杰弗里·爱泼斯坦和格希萊恩·麥克斯韋爾性販運至安德魯處。安德魯否認所有不當行為。因與愛潑斯坦和麥克斯韋的關係引發批評，安德魯於2020年5月退出公職，其榮譽軍銜與王室贊助人身份也於2022年1月被女王撤銷。他曾在弗吉尼亞·朱弗雷訴安德魯王子案中成為朱弗雷在紐約州提起的性侵民事訴訟被告。該案於2022年2月庭外和解，安德魯向朱弗雷支付了未公開金額。

## 早年生活

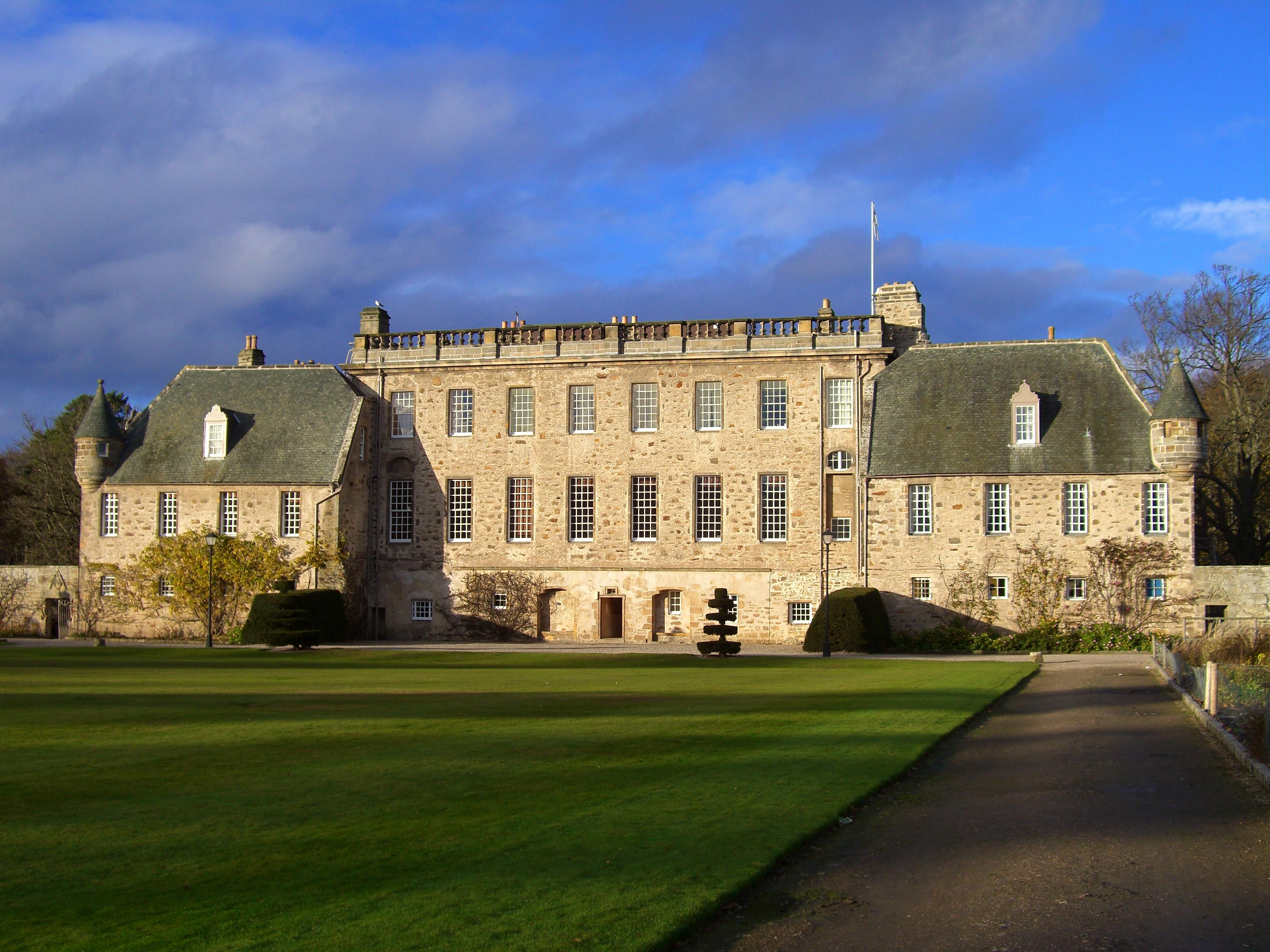
蘇格蘭的高士德學校

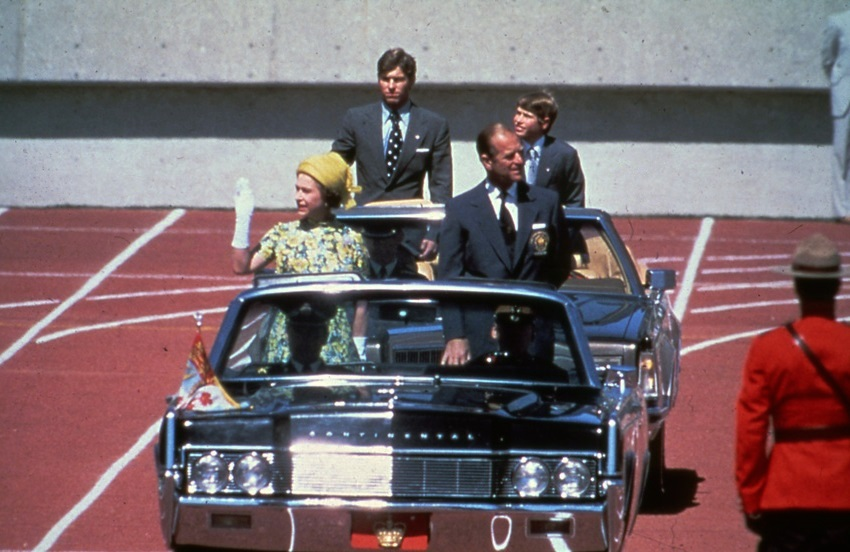
安德魯王子與父母及弟弟愛德華在1978年英聯邦運動會開幕式上

1960年2月19日，安德魯於格林尼治標準時間15:30出生於白金漢宮的比利時套房（Belgian Suite），是伊利沙伯二世與愛丁堡公爵菲臘親王的第三個孩子及次子。他於1960年4月8日在白金漢宮的音樂廳受洗。
安德魯是自1857年碧翠絲公主以來，首位由在位英國君主所生的孩子。與他的兄弟姐妹查理斯、安妮和愛德華一樣，安德魯由一位家庭女教師照顧，負責他在白金漢宮的早期教育。他就讀於伯克郡雅士谷附近的希瑟登學校。1973年9月，他進入蘇格蘭北部的高士德學校就讀，他的父親和哥哥也曾在此求學。在高士德學校期間，他被同學戲稱為「竊笑者」，因為他「對低俗笑話的偏愛，並為此笑得過分」。在校期間，他於1977年1月至6月參加了加拿大萊克菲爾德學院的交換計劃。兩年後的7月，他離開高士德學校，並在英國A-level報考英語、歷史和經濟學。

## 軍旅生涯

### 皇家海軍
1978年11月，王室宣布安德魯將於次年加入英國皇家海軍。12月，他在皇家空軍比金山基地的空勤人員選拔中心接受了多項體能測試和考核，隨後在代達羅斯號進行了進一步測試和面試，並在蘇丹號的海軍面試委員會接受了面試。1979年3月至4月期間，他進入皇家海軍學院飛行隊接受飛行員培訓，直至被錄取為直升機飛行學員，並於1979年5月11日簽署了為期12年的服役合同。同年9月1日，安德魯被任命為海軍見習官，並進入達特茅斯的不列顛尼亞皇家海軍學院就讀。1979年期間，他還完成了皇家海軍陸戰隊的全兵種突擊隊課程，並因此獲得了綠色貝雷帽。1981年9月1日，他被授予少尉軍銜，並於10月22日被列入正式編制。
從達特茅斯畢業後，安德魯前往英國皇家空軍的皇家空軍利明基地接受基礎飛行訓練，隨後在庫爾德羅斯海軍航空站接受海軍的基本飛行訓練，學習駕駛法國航太瞪羚直升機。獲得飛行徽章後，他轉入更高級的韋斯特蘭海王訓練，並持續進行作戰飛行訓練直至1982年。他加入艦載中隊第820海軍航空中隊，並在無敵號航空母艦上服役。

### 福克蘭戰爭
1982年4月2日，阿根廷入侵了其聲稱擁有主權的英國海外領土福克蘭群島，引發了福克蘭戰爭。「無敵號」是當時可用的兩艘現役航空母艦之一，因此在皇家海軍特遣艦隊中扮演了重要角色，該艦隊集結南下以奪回群島。
安德魯王子在艦上的位置以及女王的兒子可能戰死的風險令英國政府感到擔憂，內閣希望安德魯王子在衝突期間調任文職工作。然而，女王堅持讓她的兒子留在艦上。安德魯王子繼續留在「無敵號」上，擔任海王直升機的副駕駛，執行包括反潛作戰、反水面作戰、傷員撤離、充當飛魚導彈誘餌、運輸以及搜索與空中救援等任務。他親眼目睹了阿根廷對大西洋運輸者號的攻擊。
戰爭結束時，「無敵號」返回朴次茅斯，女王伊利沙伯二世和菲臘親王與其他船員家屬一同歡迎艦艇歸來。據報導，阿根廷軍政府曾計劃但未實施在1982年7月於馬斯蒂克島刺殺安德魯的計劃。儘管安德魯王子曾短暫調任至光輝號航空母艦、庫爾德羅斯海軍航空站以及聯合情報學校，但他仍留在「無敵號」上直至1983年。指揮官夏基·沃德的回憶錄《福克蘭上空的海鷂》（Sea Harrier Over the Falklands）將安德魯描述為「一名出色的飛行員和極具潛力的軍官」。

### 職業海軍軍官

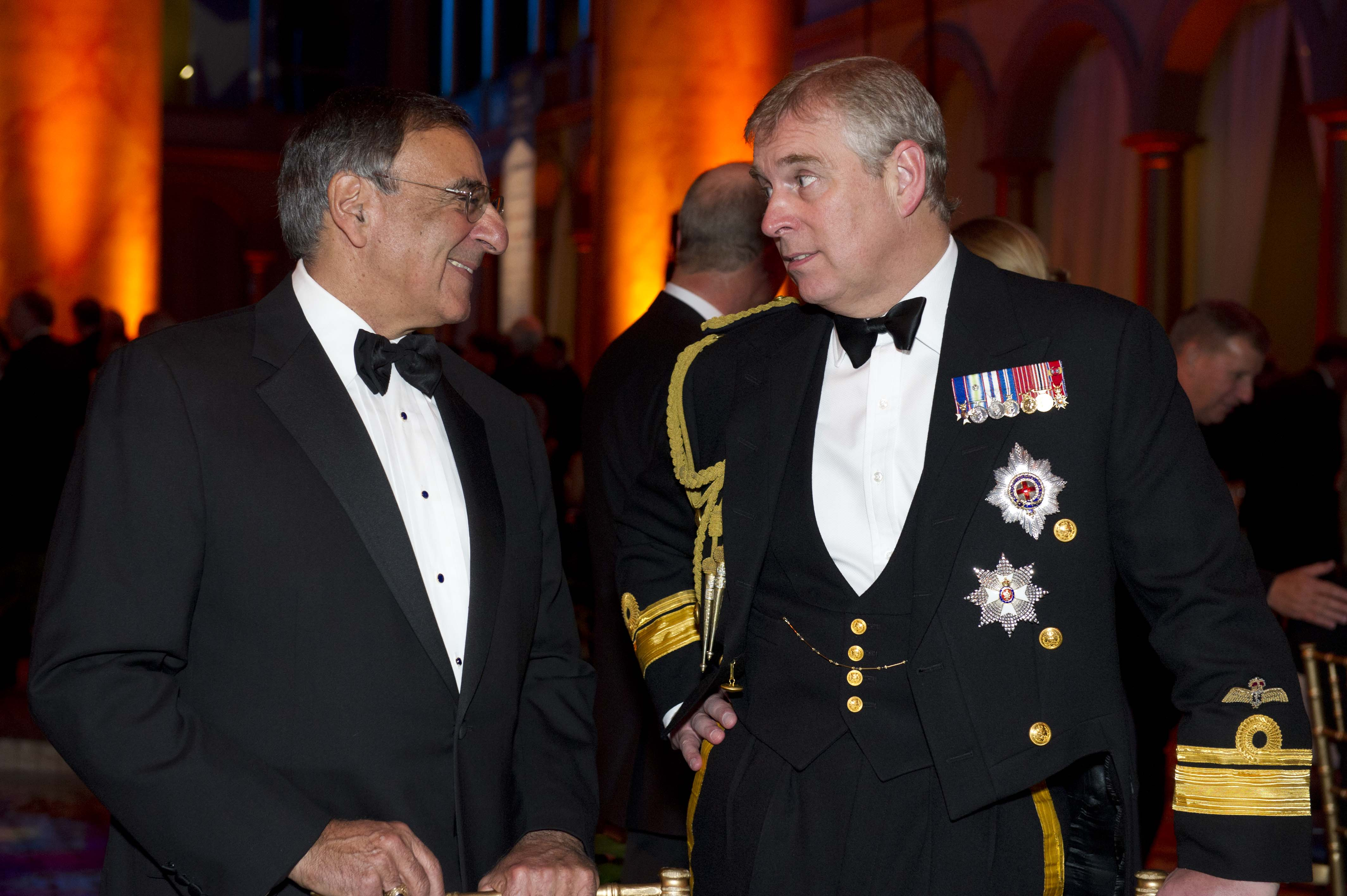
安德魯與美國國防部長莱昂·帕内塔於2011年在國立建築博物館紀念海軍航空100周年。

1983年底，安德魯調至波特蘭皇家海軍航空站，並接受韋斯特蘭山貓直升機飛行訓練。1984年2月1日，他晉升為海軍上尉，隨後伊利沙伯二世任命他為其私人副官。安德魯王子於1986年前一直在銅色號擔任飛行員，期間曾隨第二常備北約海上集群部署至地中海。他完成了格林威治的尉官參謀課程。1986年10月23日，安德魯轉入總務部隊，並在約維爾頓海軍航空站參加為期四個月的直升機作戰教官課程。畢業後，他於1987年2月至1988年4月在702海軍航空中隊擔任直升機作戰軍官，駐皇家海軍波特蘭號。他還曾在愛丁堡號巡洋艦擔任值更官和助理航海官直至1989年，包括參與「Outback 88」演習，進行為期六個月的遠東部署。
約克公爵於1989年至1991年間在坎貝爾敦號巡洋艦擔任山貓HAS3直升機的飛行指揮官及駕駛員。1990年至1991年，當坎貝爾敦號作為北約在北大西洋的旗艦時，他還兼任第一常備北約海上集群的航空軍官。1991年7月16日，他通過中隊指揮官考試，次年進入坎伯利參謀學院學習，並完成陸軍參謀課程。1992年2月1日，他晉升為海軍少校，並於3月12日通過艦長指揮考試。1993年至1994年，安德魯指揮了亨特級獵雷艦科特斯莫爾號。
1995年至1996年，安德魯被派往第815海軍航空中隊擔任資深飛行員，該中隊是艦隊航空隊中規模最大的飛行單位。他的主要職責是監督飛行標準並確保作戰效能。1999年4月27日，他晉升為中校，並於2001年在英國國防部結束其現役海軍生涯，擔任海軍參謀部外交處軍官。同年7月，他從海軍現役名單中退役。三年後，他獲授榮譽上校頭銜。2010年2月19日，他於50歲生日當天晉升為海軍少將。五年後，他再晉升為海軍中將。
由於安德魯涉及一宗性侵民事訴訟，超過150名皇家海軍、空軍及陸軍退役軍人聯署致信伊利沙伯二世，要求撤銷其榮譽軍職，因此他在2022年1月停止使用其榮譽軍銜。據報導，他仍保留其海軍中將的服役軍銜。

## 個人生活

### 興趣
安德魯是一位熱衷的高爾夫球手，並保持著低於10的差點。他曾在2003年至2004年期間擔任皇家古老高爾夫俱樂部的隊長——適逢該俱樂部成立250週年——同時是多個皇家高爾夫俱樂部的贊助人，並獲選為許多其他俱樂部的榮譽會員。2004年，他受到勞工與合作黨議員伊恩·戴維森的批評，後者致函國家審計署，質疑安德魯使用皇家空軍飛機前往聖安德魯斯進行兩次高爾夫旅行的決定。當女王撤銷對數家高爾夫俱樂部的皇家贊助後，安德魯辭去了皇家古老高爾夫俱樂部的榮譽會員資格。次月，他在皇家多諾赫高爾夫俱樂部的榮譽會員資格也被撤銷。
安德魯是造船業公會的會員，該公會是倫敦市歷史最悠久的航海業同業公會。

### 感情生活
安德魯在1981年2月參加福克蘭戰爭前，結識了美國攝影師兼演員庫·斯塔克。1982年10月，兩人一同在馬斯蒂克島度假。蒂娜·布朗表示斯塔克是安德魯唯一認真交往過的對象。1983年，在媒體、狗仔隊和王宮的壓力下，兩人分手。2015年，安德魯與傑弗里·愛潑斯坦的關係面臨指控時，斯塔克出面為他辯護。
1999年，他與維多利亞·赫維女爵短暫交往。

#### 與莎拉·弗格森的婚姻
安德魯於1986年7月23日在西敏寺與莎拉·弗格森結婚。同日，女王伊利沙伯二世授予他約克公爵、因弗內斯伯爵和基利萊男爵頭銜，其中前兩個頭銜曾由他的外祖父喬治六世與曾祖父喬治五世持有。安德魯王子與弗格森自幼相識，兩人偶爾在馬球比賽中相遇，並於1985年英國皇家雅士谷賽馬日上重新建立聯繫。
這對夫婦看似婚姻美滿，育有兩名女兒——碧翠絲公主和尤金妮公主，在1980年代末期對外展現和睦形象。莎拉的個人特質被視為為王室正式禮儀帶來清新氣息。然而，安德魯因軍職頻繁出差，加上媒體對約克公爵夫人持續且苛刻的關注，導致婚姻出現裂痕。1992年3月19日，兩人宣布計劃分居，並以友好方式處理。同年8月，小報媒體刊登約翰·布萊恩吮吸莎拉腳趾的照片，徹底粉碎兩人復合的可能。莎拉始終聲稱布萊恩是她的財務顧問，而安德魯王子曾相信此說法。
兩人於1996年5月30日正式離婚。2008年，約克公爵談及前妻時仍充滿溫情：「我們共同努力以罕見的方式撫養孩子，對此我深表感激。」

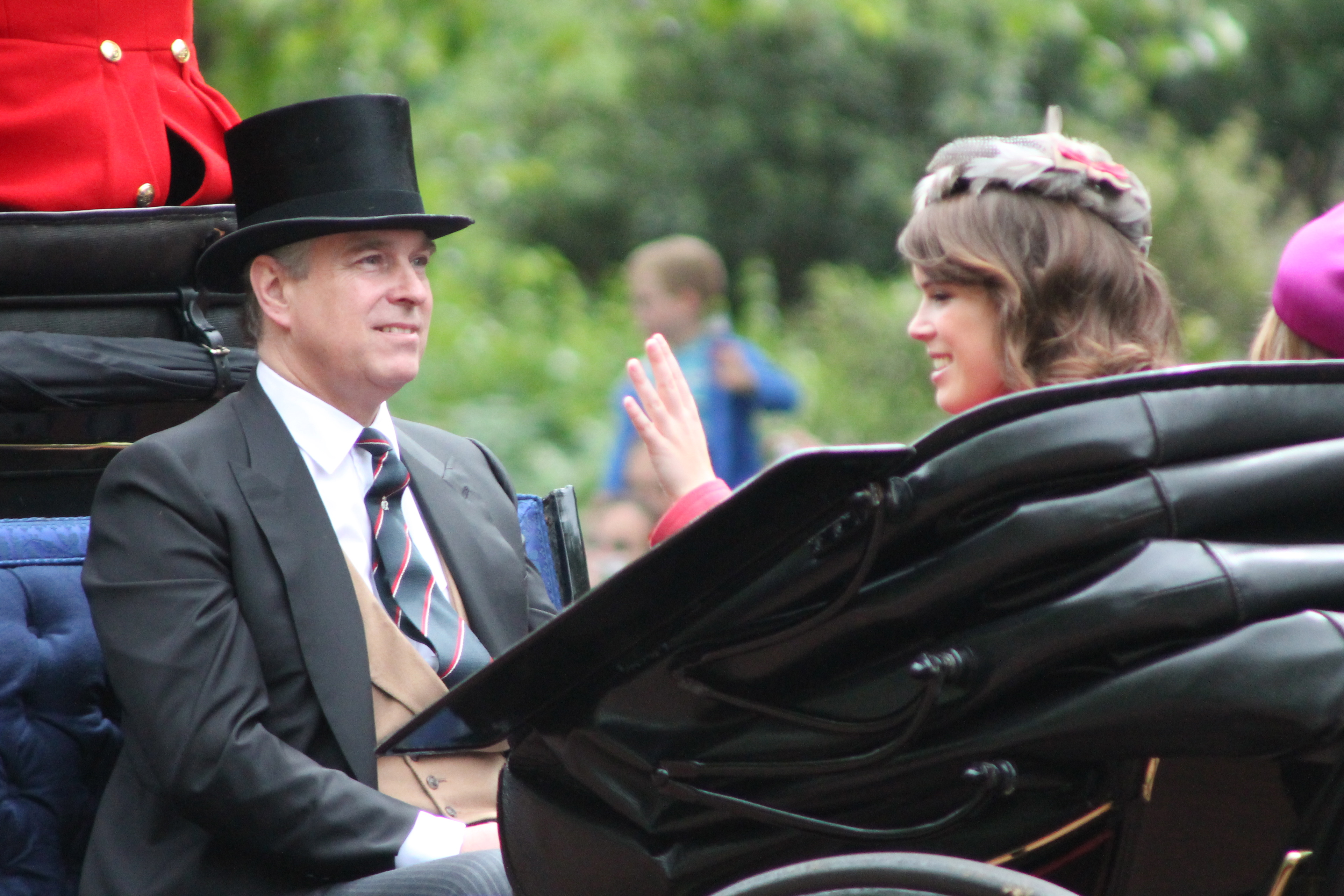
2012年6月16日，安德魯與尤金妮公主參加軍旗敬禮分列式馬車巡遊

2010年5月，《世界新聞報》記者拍到莎拉聲稱若獲得50萬英鎊，安德魯將與捐款人會面並提供高層商業人脈。影片中她收取了4萬美元現金作為首付款，但該報指出安德魯對此安排並不知情。2011年7月，莎拉表示前夫如「白馬騎士」般協助她清償數百萬英鎊債務。
2012年，莎拉承認讓杰弗里·爱泼斯坦代償債務是「重大判斷失誤」並為此道歉，但仍為安德魯與愛潑斯坦的爭議性友誼辯護。

### 住所
由於安德魯和莎拉共同撫養兩名女兒，一家人繼續居住在桑寧罕公園（1990年為這對夫婦在溫莎大公園附近建造）直至2004年安德魯搬至皇家小屋。2007年，莎拉遷入恩格爾菲爾德格林的海豚之家（Dolphin House），距離皇家別墅不到一英里。2008年，海豚之家發生火災，導致莎拉再次搬入皇家別墅，與安德魯同住。截至2024年4月，兩人仍同居於此。2023年3月，有報導稱安德魯在侄子哈里王子被要求搬出後獲得了浮若閣摩爾別墅的居住權。這一提議出現時，有報導稱安德魯因即將失去年度津貼而無法負擔皇家別墅的運營費用。

## 性侵指控

### 與杰弗里·爱泼斯坦的聯繫
安德魯是杰弗里·爱泼斯坦的朋友，後者於2008年承認招攬未成年人賣淫的罪名。英國廣播公司新聞部在2011年3月報導稱，這段友誼引發「持續不斷的批評」，並有人呼籲他辭去貿易特使的職務。安德魯的前妻莎拉透露他協助安排愛潑斯坦為她償還15,000英鎊的債務後，媒體也對他提出批評。安德魯曾被拍到在2010年12月訪問紐約市期間，與愛潑斯坦在中央公園散步。2011年7月，安德魯的貿易特使職務被終止，據報導他與愛潑斯坦切斷了所有聯繫。
2014年12月30日，佛羅里達州法院提交的一份由律師布拉德利·J·愛德華（Bradley J. Edwards）和保羅·G·卡塞爾提交的文件指控安德魯是幾位知名人士之一，包括律師艾倫·德肖維茨和「一位前首相」，參與與一名未成年人的性活動，後來被確認為弗吉尼亚·朱弗雷，據稱她被愛潑斯坦販運。朱弗雷的宣誓書被包含在2008年的一起訴訟中，該訴訟指控美國司法部在愛潑斯坦的第一起刑事案件中違反了犯罪受害者權利法，未允許他的幾名受害者對他的認罪協議提出異議；安德魯並非該訴訟的當事人。
2015年1月，媒體和公眾再次對白金漢宮施加壓力，要求解釋安德魯與愛潑斯坦的關係。白金漢宮聲明稱「任何與未成年人有不當行為的暗示都是絕對不真實的」，並隨後再次否認。朱弗雷的律師要求安德魯就這些指控發表宣誓聲明，但未獲回應。
朱弗雷聲稱她分別在2001年的一次倫敦之行、紐約和小聖詹姆斯島上，與安德魯發生性行為。她聲稱愛潑斯坦在倫敦與安德魯發生性關係後支付了她15,000美元。飛行記錄顯示安德魯和朱弗雷曾在她聲稱他們見面的地方出現過。安德魯和朱弗雷還被拍到在一起，他的手臂環繞她的腰部，愛潑斯坦的助手格希萊恩·麥克斯韋爾在背景中，儘管安德魯的支持者多次表示這張照片是偽造的並經過編輯。朱弗雷表示她被逼迫與安德魯發生性關係，並且「不敢反對」，因為愛潑斯坦可以通過關係讓她「被殺或綁架」。
2015年4月7日，法官肯尼斯·馬拉裁定「佛羅里達州法院文件中對安德魯的性指控必須從公開記錄中刪除」。馬拉並未對朱弗雷的指控是否屬實作出裁決，特別指出她可能在案件開庭時提供證據。
愛潑斯坦的管家胡安·「約翰」·阿萊西（在為朱弗雷2016年對麥克斯韋爾的誹謗案提交的證詞中表示，安德魯此前未被注意的訪問愛潑斯坦在棕櫚灘的住所比之前認為的更頻繁。他堅持認為安德魯「與我們一起度過了數週」並接受了「每日按摩」。
2019年8月，與朱弗雷和愛潑斯坦之間的誹謗案相關的法庭文件顯示，第二名女孩約翰娜‧舍伯格（Johanna Sjoberg）作證稱，安德魯在愛潑斯坦的豪宅中與他的《Spitting Image》木偶合影時，將手放在她的乳房上。當月晚些時候，安德魯發表聲明稱，「在我與[愛潑斯坦]相處的有限時間內，我從未看到、目睹或懷疑任何導致他後來被捕和定罪的行為」，儘管他對2010年在愛潑斯坦首次對性犯罪認罪後與他會面表示遺憾。2019年8月底，《新共和》發表了約翰·布羅克曼和葉夫根尼·莫羅佐夫之間2013年9月的電子郵件交流，其中布羅克曼提到看到一位綽號「Andy」的英國男子在愛潑斯坦的紐約住所接受兩位俄羅斯女性的足部按摩，並意識到「接受足部按摩的人是約克公爵安德魯王子殿下」。
2020年7月，愛潑斯坦的報稱受害者卡洛琳·考夫曼（Caroline Kaufman）在一項聯邦訴訟中表示，她曾在2010年12月在愛潑斯坦的紐約豪宅中見到安德魯。2021年11月，愛潑斯坦的飛行員勞倫斯‧維索斯基（Lawrence Visoski）在麥克斯韋爾的審判中作證稱，安德魯王子曾與其他知名人士，包括比爾·克林頓、唐納德·特朗普和约翰·格伦，一起乘坐愛潑斯坦的私人飛機。維索斯基表示他沒有在飛機上注意到任何性活動或不當行為。同樣，安德魯的名字在2001年5月12日被愛潑斯坦的飛行員大衛·羅傑斯（David Rodgers）記錄在他的飛行日誌中，他作證稱安德魯在2001年與愛潑斯坦和朱弗雷一起飛行過三次。隔月，一張愛潑斯坦和麥克斯韋爾在1999年左右應安德魯的邀請坐在巴爾莫勒爾城堡小屋裡的照片被展示給陪審團，以確立他們的伴侶關係。
2022年1月5日，朱弗雷的前男友安東尼·菲格羅亞（在《早安英國》上表示，朱弗雷告訴他愛潑斯坦會帶她去見安德魯王子。他聲稱這次會面發生在倫敦。在一份法庭文件中，安德魯的律師此前曾引用菲格羅亞的妹妹克里斯托·菲格羅亞（Crystal Figueroa）的聲明，她聲稱朱弗雷在為愛潑斯坦尋找受害者時曾問她，「你認識任何有點放蕩的女孩嗎？」同月，14歲時被朱弗雷介紹給愛潑斯坦和麥克斯韋爾的卡洛琳·安德里亞諾（Carolyn Andriano），作為麥克斯韋爾一案中的控方證人，在接受《每日郵報》採訪時表示，當時17歲的朱弗雷在2001年告訴她，她曾與安德魯王子發生性關係。她表示：「（朱弗雷）說，『我得以和他睡覺』。她對此似乎並不難過。她覺得這很酷。」
在一部ITV電視網紀錄片中，因2009年一宗300萬英鎊的房地產投資詐騙案被判有罪並獲刑六年的前王室保護官保羅·佩奇（Paul Page）回憶麥克斯韋爾頻繁訪問白金漢宮，並暗示兩人可能有親密關係，而維多利亞·赫維女爵補充說安德魯曾出席麥克斯韋爾舉辦的社交活動。約克公爵的名字以及白金漢宮、桑寧罕公園、伍德農場和巴爾莫勒爾城堡的聯繫電話也出現在麥克斯韋爾和愛潑斯坦的「小黑書」中，這是兩人強大和名人朋友的聯繫名單。2022年2月，《每日電訊報》發表了一張安德魯與麥克斯韋爾帶領比爾·克林頓和凱文·史貝西參觀白金漢宮的照片，其中一位參觀團成員形容麥克斯韋爾是「帶領我們進入白金漢宮的人」。
2022年10月，麥克斯韋爾在服刑期間接受了一位紀錄片導演的採訪，當被問及她與安德魯的關係時，麥克斯韋爾表示她為他感到「難過」，但接受他們的「友誼無法在我的定罪後繼續存在。他為這段關係付出了如此大的代價。我認為他是一位親愛的朋友。我關心他。」她還表示，她現在相信顯示她與安德魯和朱弗雷在一起的照片不是「真實的圖像」，並補充說在2015年給她的律師的電子郵件中，她試圖確認她認出了自己的房子，但整個圖像不可能是真實的，因為「原始照片從未被提供」。在另一次監獄採訪中，她說這張照片是「偽造的……從來沒有原始照片，而且沒有照片。我只見過它的影印本。」。在這些指控之後，攝影師邁克爾·托馬斯（Michael Thomas）聯繫在2011年首次發表這張照片的《星期日郵報》，表示他拍攝了這張圖像的39份副本，包括正面和背面。照片背面有一個時間戳，顯示它於2001年3月13日沖洗——安德魯據稱與朱弗雷發生性行為的三天後——並且是在佛羅里達州朱弗雷前家附近的沃爾格林一小時照片沖洗店沖印的。
朱弗雷曾聲稱，在她據稱與安德魯發生性關係的第一晚，他們進入浴缸，在那裡「他開始舔我的腳趾，腳趾之間，腳弓」，然後他們進入臥室並發生性關係。她在2019年BBC的一次採訪中重複了這些說法。她在未發表的回憶錄中描述了浴室，稱「那是一個米色大理石瓷磚地板，房間中央有一個維多利亞風格的瓷浴缸。」 2023年1月，麥克斯韋爾的兄弟伊恩·麥克斯韋爾通過發布照片顯示他的熟人在據稱發生事件的浴缸中坐著，對這些說法提出質疑。這些照片最初為麥克斯韋爾的法律團隊保留，在朱弗雷被要求作證時使用。伊恩認為這些照片「明確顯示浴缸太小，無法進行任何形式的性嬉戲。沒有朱弗雷所聲稱的『維多利亞浴缸』，這既由浴室的平面圖證明，也由照片本身證明。」
2024年1月，美國紐約南區聯邦地區法院發布了一系列與愛潑斯坦相關的文件，包括2015年兩名女性的動議，其中描述了安德魯與其中一名——推測是朱弗雷——在麥克斯韋爾的倫敦公寓、紐約和愛潑斯坦在美屬維爾京群島的私人島嶼上「與許多其他未成年女孩一起參加狂歡」發生性關係。在另一份文件中，麥克斯韋爾回憶安德魯只訪問過愛潑斯坦的私人島嶼一次，並補充說那裡除了工作人員外沒有女孩或女性。她還表示「不記得」是否將安德魯介紹給朱弗雷。在另一份解封的文件中，曾在愛潑斯坦棕櫚灘住所工作的胡安·阿萊西（Juan Alessi）宣誓作證稱，安德魯「與我們一起度過了數週」並接受了「每日按摩」。另一份證詞包含了約翰娜‧舍伯格的指控，即安德魯在她坐在他腿上時撫摸她的乳房。倫敦警察廳宣布他們不會對這些指控展開調查，但如果出現「新的和相關的」信息，他們將進行評估。

### 《新聞之夜》專訪
2019年11月，英國廣播公司節目《新聞之夜》安排安德魯與主持人艾米麗·梅特利斯進行專訪，他首次公開談及與愛潑斯坦的友誼。訪談中，安德魯聲稱1999年透過馬克斯韋爾認識愛潑斯坦，但這與其私人秘書2011年「兩人於1990年代初相識」的說法矛盾。他更表示不後悔結識愛潑斯坦，稱「透過他認識的人與獲得的學習機會非常有用」。
安德魯在專訪中否認2001年3月10日與指控者朱弗雷發生性關係，稱當晚他與長女碧翠絲參加沃金PizzaExpress派對後便回家陪伴女兒。他還反駁朱弗雷關於他在流浪漢夜店大汗淋漓共舞的說法，解釋因福克蘭戰爭期間「腎上腺素過量」導致暫時喪失排汗能力。但《泰晤士報》諮詢的醫學專家指出，腎上腺素過量通常會導致多汗。他更否認酗酒，儘管朱弗雷指控他當時提供酒精飲品。其他消息來源亦佐證其不飲酒的說法。
安德魯承認2010年曾於愛潑斯坦定罪後在其豪宅留宿三日，稱該處「住宿便利」，並聲稱會面是為斷絕往來。他表明願就與愛潑斯坦的關係宣誓作證。但2023年民事案件公開的電郵顯示，安德魯與愛潑斯坦及傑斯·斯塔利於2010年多次聯繫，甚至共進晚餐。另案文件顯示，2011年2月愛潑斯坦仍與「英國王室成員」（據信為安德魯）通信。
梅特利斯與《新聞之夜》團隊相信專訪獲伊利沙伯二世批准，但《週日電訊報》引述「宮廷內部人士」否認此說。專訪播出前，安德魯一名顧問辭職。儘管安德魯對專訪結果滿意（據報曾帶梅特利斯參觀白金漢宮），卻引發英國國內外媒體與公眾強烈負評，被形容為「災難級公關車禍」、「核爆級翻車」，更是王室自威爾斯王妃戴安娜之死後最嚴重的公關危機。專家與宮廷相關人士指，專訪風波及安德魯暫停公職均屬史無前例。

### 民事訴訟
2021年8月，朱弗雷在美國紐約南區聯邦地區法院起訴安德魯，指控他「性侵及故意造成精神傷害」。此訴訟是根據紐約的《兒童受害者法案》提起，該法案延長了訴訟時效，適用於原告未滿18歲的情況，而朱弗雷當時17歲。2021年10月29日，安德魯的律師提交回應，聲明其當事人「明確否認朱弗雷的虛假指控」。2022年1月12日，法官卡普蘭駁回安德魯王子撤銷案件的請求，允許性侵訴訟繼續進行。同年2月，案件達成庭外和解，安德魯向朱弗雷的受害者慈善機構捐款。但美國針對朱弗雷指控的刑事訴訟仍有可能進行。

### 後續影響
2019年11月20日，白金漢宮發表聲明宣布安德魯王子「在可預見的未來」暫停履行公職。這一決定獲得女王同意，並強調安德魯對愛潑斯坦的受害者表示同情。其他在職王室成員短期內接管了他的職責。11月24日，白金漢宮確認安德魯將退出其全部230個贊助職務，但他表示希望未來能重新擔任某種公共角色。
2020年1月16日，據報導英國內政部建議大幅降低安德魯的安保級別，終止其「24小時武裝警察保護」。1月28日，美國聯邦檢察官傑佛瑞·伯曼指出，安德魯王子未對聯邦檢方及聯邦調查局的調查提供「任何合作」，儘管他在《新聞之夜》訪談中承諾願意協助當局。接近安德魯的消息人士稱，他「未被美國當局聯繫」，其法律團隊則聲明他「至少三次主動提出作證」，但遭司法部拒絕。美國當局反駁稱未收到安德魯的訪談請求，並指其言論是「試圖誤導公眾塑造合作形象」。代表愛潑斯坦九名受害者的律師史賓沙·庫文稱，若安德魯重返美國可能遭逮捕。
2020年3月，安德魯聘請曾協助米德蘭行動中被誣告名人的危機管理專家馬克·加拉格爾（Mark Gallagher）。4月，因安德魯王子慈善信托（Prince Andrew Charitable Trust）停止運作，約克公爵青年冠軍盃高爾夫賽事宣布停辦。5月，安德魯因愛潑斯坦案永久退出所有公職。
2020年6月，美國將安德魯列為刑事調查對象，並向英國當局提交法律互助協定請求以訊問他。同年7月麥克斯韋爾被捕後，安德魯取消西班牙之行，據稱是因擔心被捕並引渡至美國。安德魯在2019年BBC訪談中稱，他與愛潑斯坦的往來源於與麥克斯韋爾的長期友誼，後者最終因協助愛潑斯坦性虐待被判有罪。
2020年8月，反兒童販運示威者在白金漢宮外高呼「戀童癖！」影射安德魯，相關影片迅速病毒式傳播。同年，美國檢方正式向英國政府提交司法互助請求以接觸安德魯。2021年初，其溫莎住所至少發生兩起入侵事件，12月他駕車時遭一名女子辱罵。
2022年1月，安德魯的社群媒體帳號被刪除，王室官網頁面改為過去式描述，軍事頭銜與贊助職務均被移除，以強調其退出公眾生活。他亦不再使用“殿下”頭銜，但未正式剝奪。同月，約克賽馬場宣布將為約克公爵錦標賽更名。而兩年前已考慮更名的加拿大新斯科舍省安德魯王子高中確認將於新學年啟用新校名。2月，貝爾法斯特市議會與北愛爾蘭議會決定不在安德魯生日懸掛聯合旗。。同月，中東安特里姆區議會宣布將於6月辯論更名卡里克弗格斯「安德魯王子道」的動議。4月27日，約克市議會全票通過撤銷安德魯的榮譽市民權資格。中約克選區議員瑞秋·馬斯克爾稱安德魯是「首位被撤銷此榮譽者」。6月，馬斯克爾在下議院提出《頭銜廢除法案》私人議員法案，該案將允許通過君主或國會委員會（而非現行需國會法令）剝奪「不配擁有者」的貴族頭銜。
2022年3月，安德魯數月來首次公開露面，出席父親愛丁堡公爵菲臘親王的追悼儀式。評論界對其出席反應兩極，部分認為此舉向性虐待受害者傳遞「權勢者能免除責任」的錯誤訊息，另一派則主張他「以兒子身分追念父親」無可厚非。
2022年6月，安德魯參與嘉德勳章授勳儀式的私人午宴，但兄長查理斯與姪子威廉介入後，他被禁止出席公開遊行。
2022年9月8日伊利沙伯二世逝世後，安德魯以平民裝束出席多場儀式。9月12日，他在愛丁堡隨女王靈柩行進時遭一名22歲男子高喊「安德魯，你是個病態老男人」，該男子因妨礙治安罪被捕。9月16日，安德魯着軍服於西敏廳參與15分鐘守靈儀式。
2022年10月，據報導安德魯不再獲得政府資助。11月，因國王要求其不再履行公職，其警方保護被撤銷。12月，《每日電訊報》稱安德魯已向内政部及倫敦警察廳投訴此事。其武裝護衛預計由國王支付的私人保安取代，年耗資達300萬英鎊。2023年1月，據報他無法再使用白金漢宮套房。2024年8月，《每日電訊報》報導國王將於10月底停止資助其安保，此後安德魯需自費支付皇家小屋的保安開支。

## 活動與慈善工作

### 贊助工作

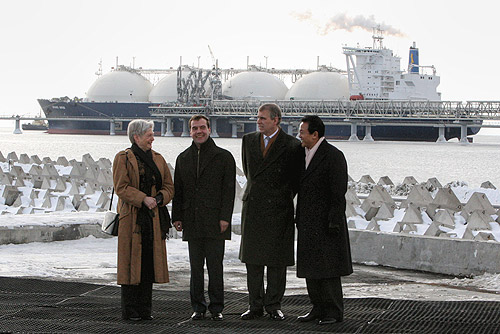
2009年，安德魯王子、俄羅斯總統德米特里·梅德韋傑夫與日本首相麻生太郎參觀位於俄羅斯遠東地區的薩哈林2號油氣項目

安德魯曾擔任中東協會（Middle East Association）的贊助人，該組織是英國促進與中東、北非、土耳其及伊朗貿易與友好關係的首要機構。自其國際貿易與投資特別代表職務結束後，安德魯在無特定職位下仍持續支持英國企業。羅伯特·喬布森稱其在此領域表現出色，並寫道：「他尤其熱衷於協助年輕創業者，並在交流活動中將其與成功企業連結。安德魯行事直接且切中要點，其方法頗具成效」。
公爵同時擔任為視力而戰的贊助人，該慈善機構專注於預防與治療失明及眼疾的研究，並為英國童軍總會成員。他在2003年成為慈善機構“Attend”的贊助人，並擔任皇家聯合研究所國際諮詢委員會成員。
2012年9月3日，安德魯與40人團隊從歐洲最高建築碎片大廈垂降，為教育慈善機構外展訓練信託及皇家海軍慈善信託基金籌款。2014年，安德魯訪問瑞士日內瓦，於歐洲核子研究組織60週年慶典上推廣英國科學成就。

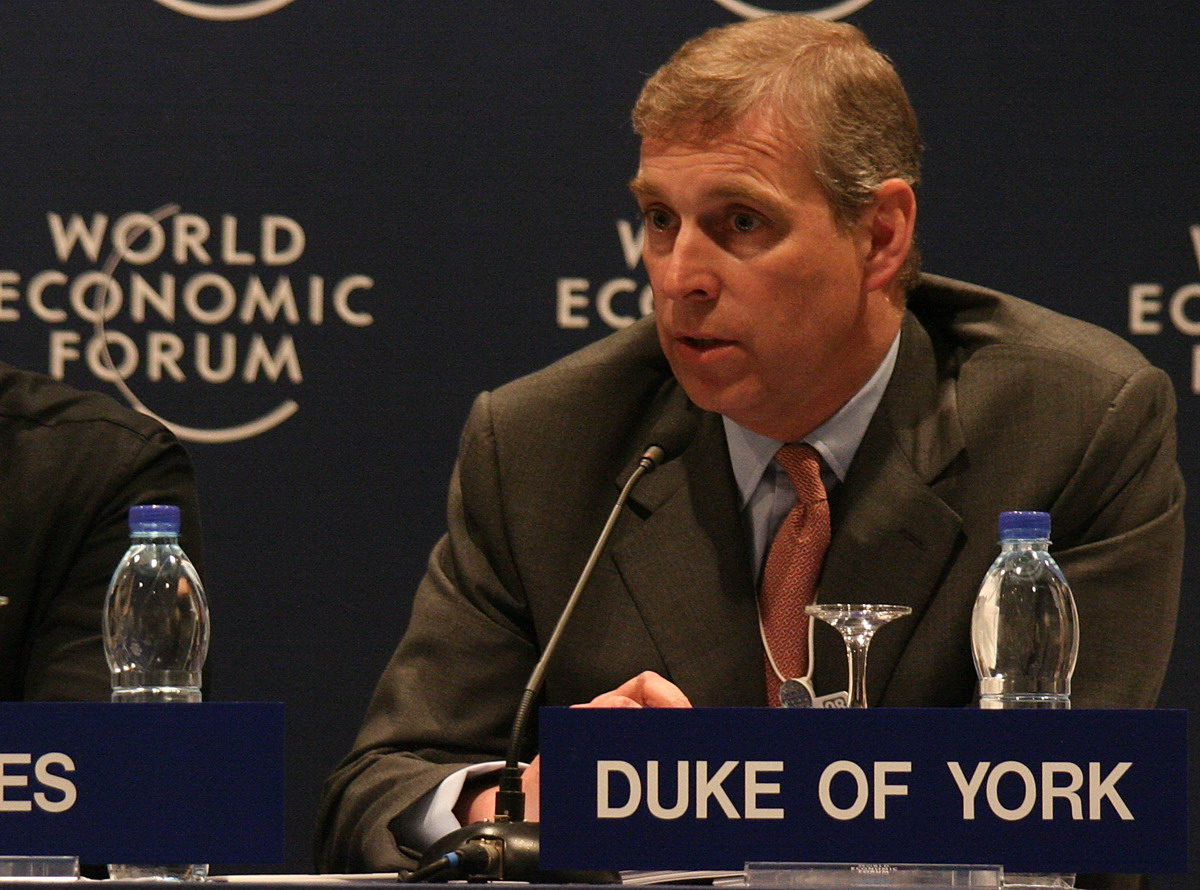
安德魯以英國國際貿易與投資特別代表身份，出席2008年世界經濟論壇中東會議。

2013年，安德魯獲宣布成為倫敦都會大學與哈德斯菲尔德大学贊助人。2015年7月，他正式就任哈德斯菲尔德大学校監。為表彰其推動創業精神，安德魯於2018年5月1日獲選為劍橋大學休斯學院榮譽院士。2019年11月19日，哈德斯菲尔德大学學生會通過動議要求安德魯辭去校監職務，同期倫敦都會大學亦審查其贊助人身份。同年11月21日，安德魯辭去哈德斯菲尔德大学校監職位。
2019年3月，安德魯從其父愛丁堡公爵菲臘親王手中接任外展訓練信託贊助人，直至同年11月辭職。安德魯自1999年起擔任該機構理事會主席。2019年5月，安德魯接替卡靈頓勳爵成為皇家美術委員會信託贊助人。
2022年1月13日，其皇室贊助權被收回並由女王重新分配予其他皇室成員。2023年1月，有報導稱查理斯三世同意安德魯從事部分商業活動。

### 倡議
2012年，安德魯王子作為女王鑽禧紀念活動的一部分訪問印度期間，對婦女互聯基金會（Women's Interlink Foundation）的工作產生了興趣，該慈善機構致力於幫助女性獲得謀生技能。他與家人後來發起了「自由之鑰」（Key to Freedom）項目，旨在「為婦女互聯基金會製作的產品開拓市場」。

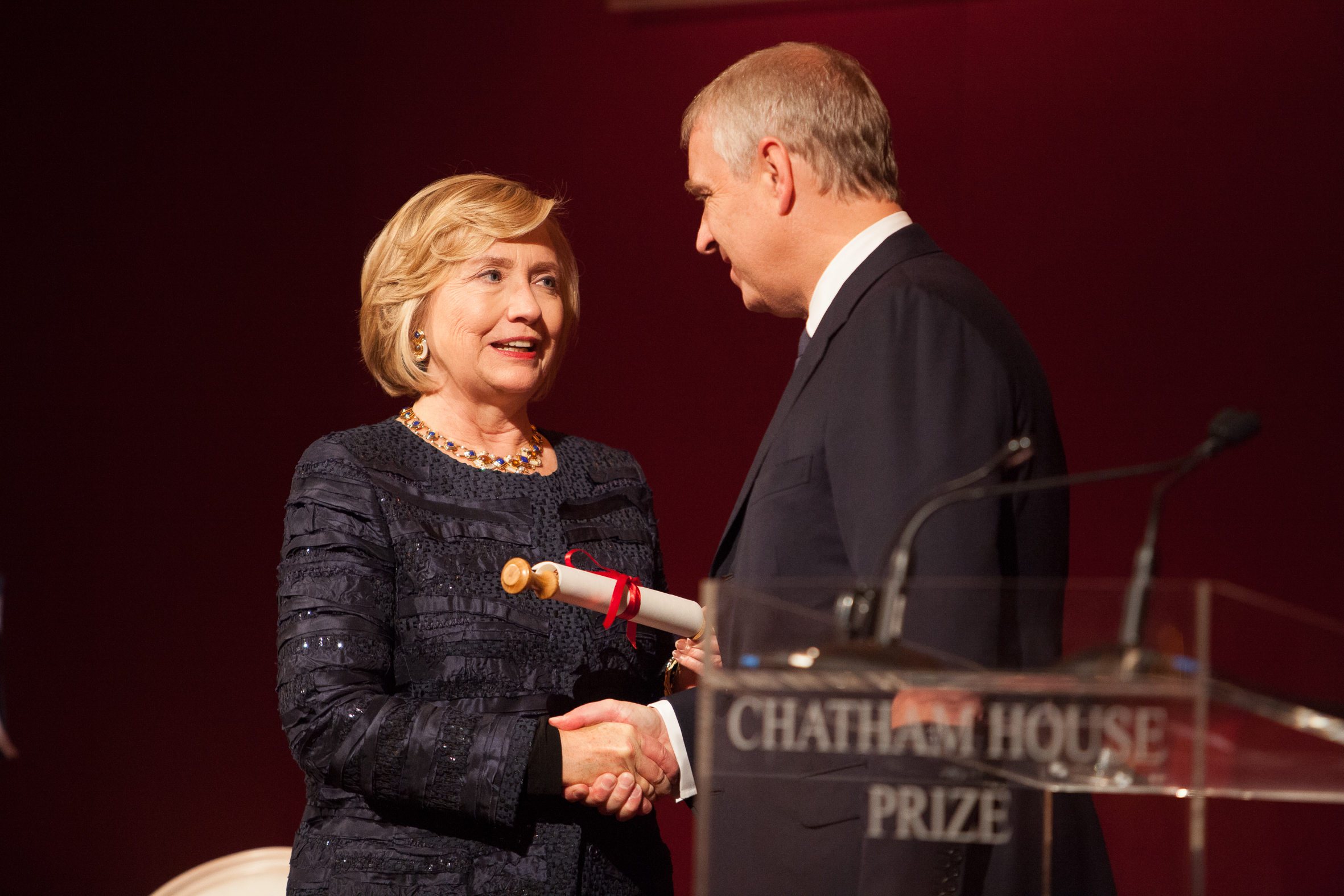
安德魯王子向希拉里·克林頓頒發2013年漆咸樓獎。

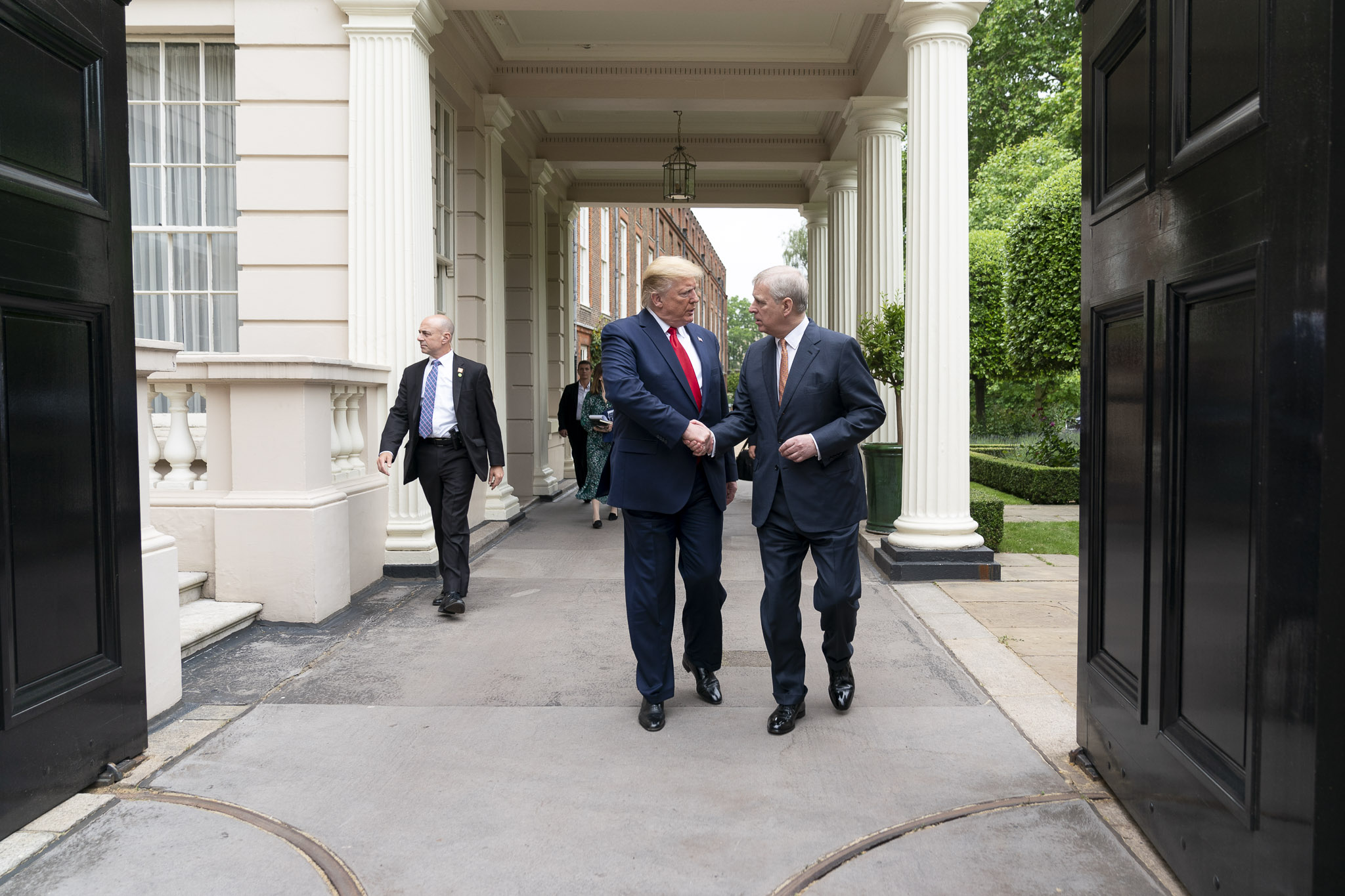
2019年6月4日，安德魯與美國總統唐納德·特朗普離開倫敦克拉倫斯宮

2014年，安德魯創立了「宮殿創業」（Pitch@Palace）倡議，旨在支持創業者推廣和加速其商業構想。入選「宮殿創業訓練營」的創業者會正式受邀前往聖詹姆士宮，向潛在投資者、導師和商業夥伴展示他們的計劃。2018年5月，他訪問中國，並在北京大學啟動了「宮殿創業中國訓練營2.0」。2019年11月18日，會計師事務所畢馬威宣布不再續簽對安德魯王子創業計劃的贊助，次日渣打銀行也宣布退出支持。
此外，安德魯成立了「安德魯王子慈善信託」（The Prince Andrew Charitable Trust），旨在支持年輕人在教育與培訓等領域的發展。2020年5月，有報導稱該信託因涉及向其前私人秘書阿曼達·瑟斯克（Amanda Thirsk）支付35萬英鎊的監管問題，正接受慈善委員會調查。他還設立了多個獎項，包括培養數位與企業技能的「激勵數位企業獎」（Inspiring Digital Enterprise Award），表彰技術教育人才的「約克公爵技術教育獎」（Duke of York Award for Technical Education）以及表彰青年創業人才的「約克公爵青年創業獎」（Duke of York Young Entrepreneur Award）。

## 爭議

### 國際貿易與投資特別代表

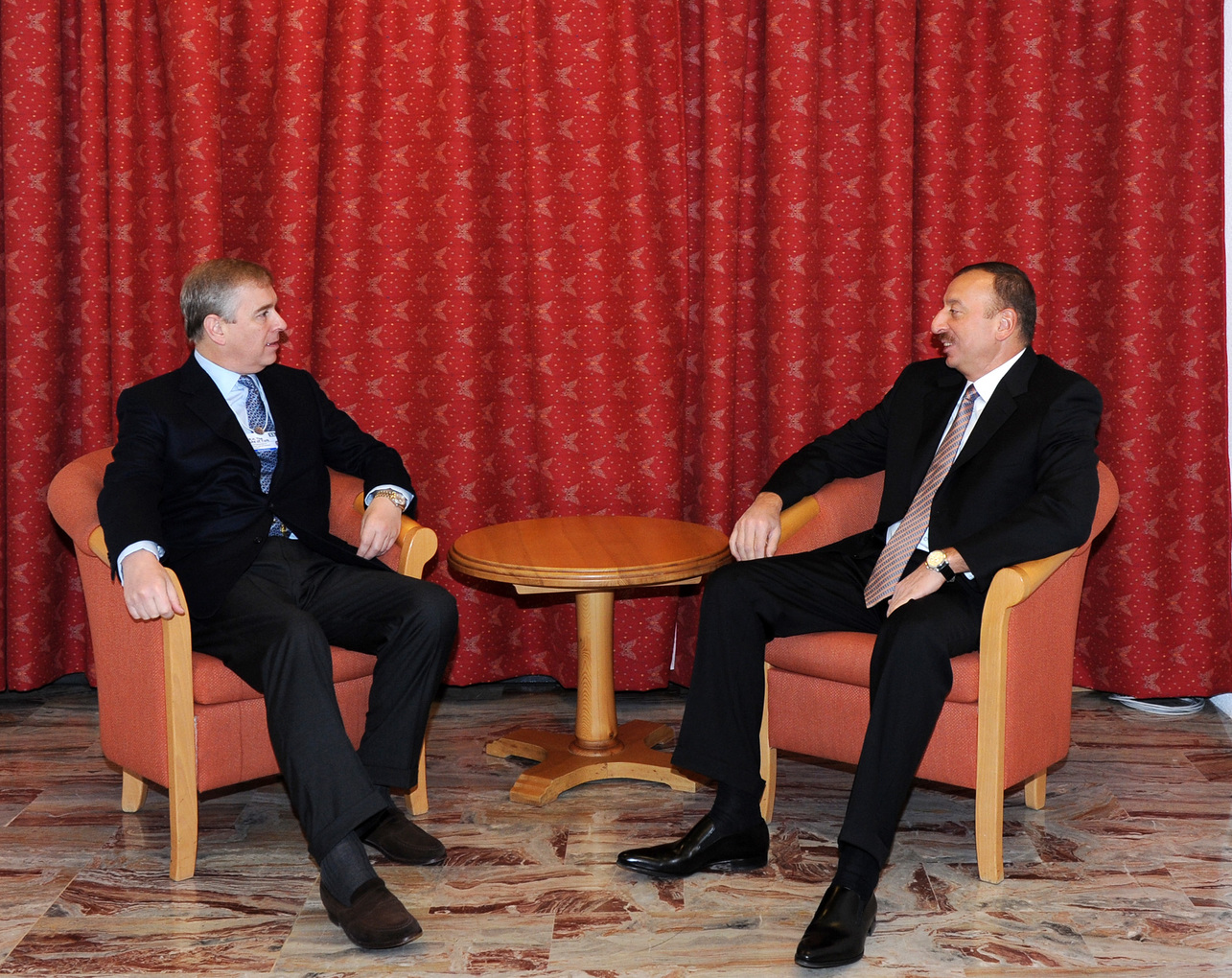
2011年，安德魯與阿塞拜疆總統伊利哈姆·阿利耶夫會面

2001年至2011年7月，安德魯王子與隸屬於商業、創新與技能部的英國貿易投資總署合作，擔任英國的國際貿易與投資特別代表。這一職位此前由肯特公爵愛德華王子擔任，職責包括在全球各地的貿易展覽和會議上代表並推廣英國。2011年2月，正值第一次利比亞內戰期間，影子司法部長克里斯·布萊恩特在英國下議院質疑安德魯王子是否適合擔任此職，理由是他「不僅是赛义夫·伊斯兰·卡扎菲的密友，還與被判有罪的利比亞槍支走私者塔里克·凱圖尼（阿拉伯語：طارق كيتوني）關係密切」。此外，他在茉莉花革命期間於王宮為突尼斯腐敗政權成員薩赫爾·馬特里舉辦午宴，引發進一步爭議。安德魯還與阿塞拜疆總統伊利哈姆·阿利耶夫建立了友誼，後者因腐敗和國際特赦組織指控的人權侵害行為而備受批評。安德魯在擔任英國貿易代表期間及之後多次訪問阿利耶夫，截至2014年11月，兩人已會面12次。這些爭議，加上他與愛潑斯坦的關係，導致他於2011年辭去該職務。 
安德魯王子擔任特別代表期間未從英國貿易投資總署領取薪水，但其出訪費用由公帑支付，並被指控偶爾利用政府資助的行程進行私人休閒活動，因此被媒體戲稱為。2011年3月8日，《每日電訊報》報導稱：「2010年，安德魯王子作為貿易代表花費了62萬英鎊，其中15.4萬英鎊用於酒店、餐飲和招待，46.5萬英鎊用於旅行。」

### 關於貪腐與哈薩克的爭議言論
作為英國的特別貿易代表，安德魯曾周遊世界推廣英國企業。根據維基解密泄露美國外交電報事件披露，時任美國駐吉爾吉斯大使的塔蒂亞娜·格福勒曾報告安德魯在吉爾吉斯討論賄賂問題及對鴿子軍購案的調查。她解釋，公爵「提及了一項後被終止的調查，內容涉及一名沙特王室高層涉嫌為換取多年利潤豐厚的貝宜系統合約（向沙特安全部隊提供裝備與培訓）而收取回扣」。電報續稱：「同桌的他母親的臣民們哄堂贊同。他接著批評『那些（粗口）記者，特別是來自《衛報》的，到處插手』，（推測）讓英國商人更難做生意。人群幾乎鼓掌！」
2008年5月，他與哈薩克總統努爾蘇丹·納扎爾巴耶夫一同參加獵鵝活動。2010年，媒體揭露總統的女婿、億萬富豪鐵木爾·庫利巴耶夫通過離岸公司以1,500萬英鎊（比要價高出300萬）購入安德魯位於薩里郡的豪宅桑寧希爾公園。庫利巴耶夫在美國外交電報中多次被提及，是哈薩克天然氣資源致富的寡頭之一。後續報導指出，安德魯辦公室當時曾試圖為庫利巴耶夫取得靠近肯辛頓宮的皇家地產。
2012年5月，瑞士與意大利警方調查一個涉嫌用於「國際貪腐」的「人際與商業關係網絡」時，發現能源公司若想與哈薩克交易，需向環境太平洋投資公司（Enviro Pacific Investments）支付「數百萬英鎊費用」。據信該信託基金支付了600萬英鎊購入現已荒廢的桑寧希爾莊園。王室發言人回應稱：「這是兩個信託基金間的私人交易，約克公爵從無任何不當行為。」
2016年5月，《每日郵報》爆料安德魯擔任英國貿易特使期間，曾協助希臘與瑞士財團取得3.85億英鎊合約，為哈薩克兩大城市建設供水與污水系統，並可能獲取400萬英鎊佣金。該報公開安德魯致哈薩克寡頭肯格斯·拉基舍夫（被指促成其伯克郡豪宅交易）的電郵，稱拉基舍夫為財團安排會晤。白金漢宮起初指電郵偽造，後以侵犯隱私為由要求禁刊。王室否認安德魯擔任「中間人」，稱報導「不實、誹謗且違反編輯行為準則」。
前外交國務大臣、議員克里斯·布萊恩特表示：「我在外交部時，很難判斷他（安德魯）為誰的利益行事。他並未為王室增添光彩。」

### 軍售問題
2011年3月，反軍火貿易運動的凱·斯特曼（Kaye Stearman）向第四台新聞表示，該組織認為安德魯王子只是更大問題的一部分：「他是英國貿易投資總署的門面人物。我們關心的不僅是安德魯王子，而是整個英國貿易投資總署的架構。他們將武器視為普通商品，卻投入了完全不成比例的資源。在英國貿易投資總署的倫敦辦公室，軍火部門的員工比所有其他部門加起來還多。我們擔心安德魯王子被用來推銷武器，而武器銷售的對象往往是專制政權。他是軍火產業的頭號啦啦隊長，握手寒暄並為銷售人員鋪路。」。
2014年1月，安德魯參加了代表團訪問英國的親密盟友巴林。反軍火貿易運動的發言人安德魯·史密斯（Andrew Smith）表示：「我們呼籲安德魯王子與英國政府停止向巴林出售武器。通過支持巴林獨裁政權，安德魯王子默許了他們的壓迫行為。當我們的政府出售武器時，就是在道德與實務上支持一個不合法且專制的政權，並直接助長其對反對團體的系統性打壓。我們不應讓自己的國際形象成為巴林暴力壓迫獨裁政權的公關工具。」
史密斯還表示：「這位王子一再利用自己的地位推動軍售，為全球一些最惡劣的政府助力。他的軍售行為不僅為腐敗與壓迫的政權提供軍事支持，更賦予這些政權政治與國際合法性。」

### 對待記者、僕人及其他人的行為
1984年安德魯王子在南加州為期四天的訪問期間，他向報導此次訪問的美國和英國記者及攝影師噴灑油漆，事後他對洛杉磯縣督察肯尼斯·哈恩表示：「我很享受這件事。」這一事件損壞了記者的衣物和設備，《洛杉磯先驅考察報》向英國領事館提交了一份1,200美元的賬單，要求經濟賠償。
《衛報》在2022年寫道：「他對僕人的粗魯態度有充分記錄。一位資深男僕曾告訴一位在白金漢宮臥底的記者，叫醒王子時，『他的反應很可能是『滾開』而不是『早安』。」前王室保鏢保羅·佩奇在一部ITV電視網紀錄片中表示，安德魯收藏了「50或60隻填充玩具」，如果「女僕沒有把它們放回正確的位置，他會大喊大叫並言語辱罵。」佩奇後來在紀錄片《安德魯王子：被放逐》（Prince Andrew: Banished）中稱，每天都有不同的女性來訪安德魯的住宅，當一名保安拒絕讓其中一位進入他的住所時，安德魯據稱在電話中稱一名警官為「肥豬屄」。公爵的前女僕夏洛特·布里格斯（Charlotte Briggs）也回憶說，她曾為他擺放床上的泰迪熊，並告訴《太陽報》，1996年當她被他的諾福克㹴咬傷時，他只是大笑並「毫不在意」。她說，安德魯因為她沒有正確關上他辦公室的厚重窗簾而讓她流淚，並補充說，他的行為與他的兄弟查理斯和愛德華「完全不同」，後者「一點都不像他」，而他的父親菲臘則被她形容為「非常友善且彬彬有禮」。
按摩治療師艾瑪·格倫鮑姆（Emma Gruenbaum）表示，安德魯經常越界，當她來為他按摩時，他會做出令人毛骨悚然的性暗示言論。格倫鮑姆稱，安德魯在第一次按摩時不斷談論性，並想知道她上次發生性行為是什麼時候。格倫鮑姆說，安德魯安排了約兩個月的定期按摩，她認為當他意識到自己無法得到更多時，按摩請求就停止了。

### 財務與債務問題
約克公爵每年從女王處獲得24.9萬英鎊的年金，此項津貼於2023年4月終止。截至2004年4月的12個月內，他花費了32.5萬英鎊於航班開支，而2003年作為英國貿易投資總署特別代表的貿易任務則耗資7.5萬英鎊。《星期日泰晤士報》於2008年7月報導稱，「約克公爵的公務職責……去年獲得了43.6萬英鎊的經費補貼」。他另有一筆2萬英鎊的皇家海軍退休金。
公爵熱衷於滑雪，並於2014年與前妻莎拉共同以1300萬英鎊購入瑞士韋爾比耶的一間滑雪小屋。2020年5月，媒體披露兩人因房貸陷入法律糾紛。購屋時，他們申請了1325萬英鎊貸款，並需支付500萬英鎊現金分期款，加上利息後總額達680萬英鎊。儘管有傳言稱女王將協助償債，但安德魯的發言人確認「女王不會介入清償債務」。
《泰晤士報》於2021年9月報導，安德魯與莎拉已與前屋主達成法律協議，將出售該房產。前屋主同意收取340萬英鎊（即原欠款的一半），因她認為安德魯與莎拉面臨財務困難。據稱售屋所得也將用於支付安德魯因民事訴訟產生的法律費用。2022年6月，瑞士報紙《Le Temps》披露該小屋因安德魯欠未具名人士160萬英鎊遭凍結。法學教授尼古拉斯·讓丹（Nicolas Jeandin）向該報表示：「原則上無法出售，除非獲得債權人同意。」。
2021年，彭博新聞社報導稱，與大衛·羅蘭有關聯的公司曾代安德魯償還債務。2017年11月，安德魯向哈維蘭銀行借款25萬英鎊，加上自2015年以來「展期或增貸10次」的125萬英鎊既有貸款。文件顯示，儘管「申請人信用受質疑」，該行仍批出貸款以「拓展與王室的商業潛力」。11天後及2017年12月，羅蘭家族控制的帳戶向安德魯的哈維蘭銀行帳戶轉帳150萬英鎊，清償原定2018年3月到期的貸款。
安德魯2019年接受《新聞之夜》爭議專訪數月後，其私人辦公室成立烏拉穆爾信託基金（Urramoor Trust），旗下擁有2020年成立的林塞爾斯無限公司（Lincelles Unlimited）與2013年成立的烏拉穆爾有限公司（Urramoor Ltd），據《泰晤士報》稱旨在支持其家庭。林塞爾斯公司於2022年自願清盤。安德魯被描述為「信託設立人但非受益人」，且未擁有這兩家公司，儘管公司註冊處將他與合作20年的私人銀行家哈里·基奧（Harry Keogh）列為「具重大控制權者」。
2022年3月，媒體披露土耳其前政治人物伊爾汗·伊斯比倫之妻於2019年11月15日向安德魯轉帳75萬英鎊，誤信此舉有助取得護照。16個月後，公爵在伊斯比倫的律師聯繫後還款。《每日電訊報》報導稱，匯入安德魯帳戶的款項被銀行描述為其長女碧翠絲公主的「結婚禮金」，但法院文件未顯示碧翠絲知悉此交易。伊斯比倫指控商人塞爾曼·特克（Selman Türk）另向安德魯支付35萬英鎊，現正以詐欺罪起訴特克。特克創辦的“Heyman AI”恰在75萬英鎊轉帳數日前，於聖詹姆士宮舉行的“Pitch@Palace”活動中獲頒「人民選擇獎」（People's Choice Award）。
利比亞籍軍火走私犯塔里克·凱圖尼於2019年5月或6月引薦安德魯認識特克，其後至少安排兩次會面。凱圖尼曾於2009年贈送碧翠絲公主價值1.8萬英鎃的鑽石黃金項鍊作為21歲生日禮物，並獲邀參加2018年尤金妮公主的婚禮。安德魯據傳曾為其遊說一家英國公司。安德魯另從特克聲稱支付給商人阿德里安·格里夫（Adrian Gleave）的10萬英鎃中取得「半數」，該款項用於資助「在美國尋找優格生產設施」計畫。

## 頭銜與稱號

皇家徽章

安德魯王子最初的稱號為「安德魯王子殿下」（His Royal Highness The Prince Andrew）。1986年7月23日，他被授予約克公爵、因弗內斯伯爵和基利萊男爵頭銜，並採用「約克公爵殿下」（His Royal Highness The Duke of York）的稱號。 
截至2022年9月，安德魯在英國王位繼承順序中排名第八。在極少數情況下，他會使用其次要頭銜，即在蘇格蘭的因弗內斯伯爵和在北愛爾蘭的基利萊男爵。
2022年1月，有報導稱，儘管安德魯仍保留殿下的稱號，但他將不再在公開場合使用。此後，他僅在私人場合使用該稱號。

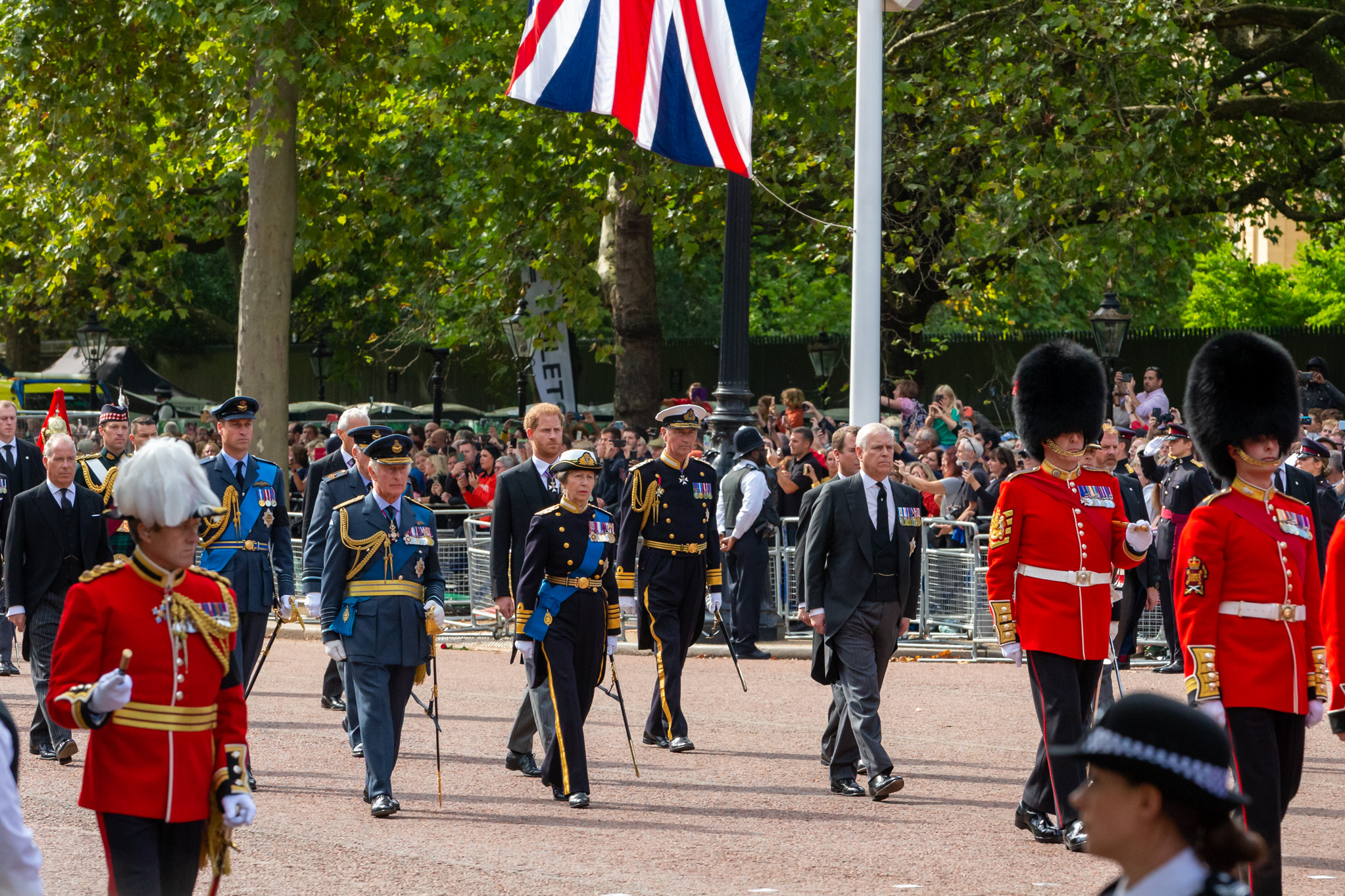
2022年9月14日，從白金漢宮前往西敏廳參加伊利沙伯二世靈柩瞻仰儀式的隊伍。

2019年，因弗內斯居民發起一項運動，要求剝奪安德魯的因弗內斯伯爵頭銜，稱「安德魯王子與我們美麗的城市聯繫在一起是不合適的」，原因是他與被判性犯罪者愛潑斯坦的友誼。2022年，因弗內斯再次發起請願。基利萊村的相關人士也對他的基利萊男爵頭銜提出類似要求，而約克市的工黨合作黨議員、中約克選區的瑞秋·馬斯克爾表示，如果安德魯不自願放棄公爵頭銜，她將尋求方法迫使他放棄。2022年4月，幾位約克市議員呼籲剝奪安德魯的約克公爵頭銜。

## 備注
1. ↑  安德魯通常不使用姓氏，但有需要時會使用蒙巴頓-溫莎[1]。
2. ↑  基奧被指控2015年於前雇主顧資銀行任職期間不當觸碰女性員工，他否認此指控[219]。內部調查導致他被迫離職，其後提起不當解雇訴訟[219]。
3. ↑  雖然安德魯作為英國王子仍保留「殿下」的稱號，但自2022年1月13日起，他不再在公開場合使用此稱號[32][226]。